# Hapalopezella maculata
Hapalopezella maculata är en bönsyrseart som beskrevs av Kirby 1904. Hapalopezella maculata ingår i släktet Hapalopezella och familjen Iridopterygidae. Inga underarter finns listade i Catalogue of Life.